# Desmodium benthamii
Desmodium benthamii är en ärtväxtart som beskrevs av Nambiyath Puthansurayil Balakrishnan. Desmodium benthamii ingår i släktet Desmodium och familjen ärtväxter. Inga underarter finns listade i Catalogue of Life.